# Desmond Broe
Desmond Broe (1921 – 16 de Setembro de 1968) foi um escultor irlandês.

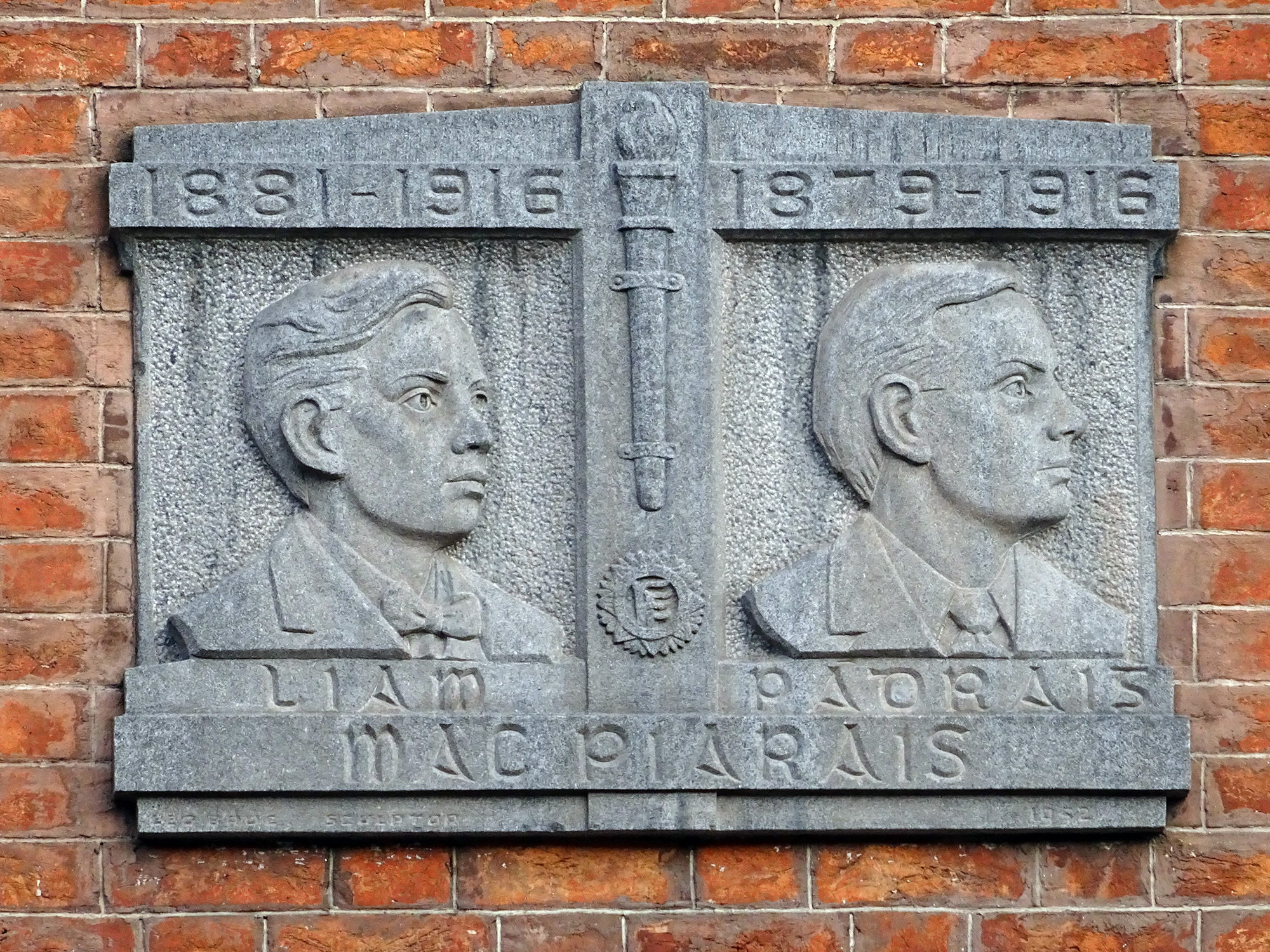
Placa de Broe para os irmãos Pearse erguida na sua antiga casa

O seu pai, Leo, era escultor, com o negócio de escultura da família administrado em Harold's Cross, Dublin. A sua irmã, Irene, também era escultora.
Broe frequentou o National College of Art and Design e ganhou a Bolsa Taylor em 1943 para modelagem. O seu trabalho fez parte do evento de escultura na competição de arte nos Jogos Olímpicos de Verão de 1948. O seu trabalho foi exibido ao lado dos da sua irmã e pai, assim como May Power, na exposição de 1955 do Institute of the Sculptors of Ireland na Hugh Lane Gallery. Uma das suas obras mais notáveis é uma placa para Patrick e William Pearse, erguida na sua antiga casa no n.º 27 da Pearse Street. Ele também esculpiu a lápide no túmulo da família no Cemitério Deans Grange, e no Memorial do IRA em Athlone.
O filho de Broe, Dimitri, assumiu o negócio de escultura da família, que mais tarde ficou conhecido como Monumental Sculptors.